# Asante Samuel
Asante Samuel (født 6. januar 1981 i Fort Lauderdale, Florida) er en amerikansk fodboldspiller (cornerback), der pt. er free agent. Han har tidligere spillet en årrække i NFL, primært for New England Patriots.
Han har vundet to Super Bowls med sit tidligere hold New England Patriots, samt været valgt til Pro Bowl i både 2007, 2008, 2009 og 2010.
- New England Patriots (2003–2007)
- Philadelphia Eagles (2008–2011)
- Atlanta Falcons (2012–2013)